# Министерство образования и культуры Финляндии
Министерство образования и культуры Финляндии (фин. Opetus- ja kulttuuriministeriö, швед. Undervisnings- och kulturministeriet) — орган государственной власти Финляндии, осуществляющий управление в сфере образования, культуры, науки и спорта. Старейшее министерство Финляндии, основанное в 1809 году в Великом княжестве Финляндском в составе Российской империи.
Министерство образования и культуры определяет основные направления начального, среднего, профессионального и высшего образования страны, а также ведает вопросами искусства, научных исследований, спорта, молодёжи и авторского права.

## История
В 1918 году Сенат Финляндии был преобразован в Государственный совет, частью которого стали министерства. Первое министерство, занимавшееся вопросами образования и науки, называлось «Министерство по делам религий и образования». В 1922 году название было сокращено до «Министерства образования».
В 2010 году переименовано в «Министерство образования и культуры».